# Townsendiella californica
Townsendiella californica là một loài Hymenoptera trong họ Apidae. Loài này được Michener mô tả khoa học năm 1936.